# Chi Chuột vú
Chi Chuột vú (Mastomys) là một chi động vật gặm nhấm thuộc họ Chuột (Muridae).

## Danh sách loài
Chi này bao gồm các loài sau:
- Mastomys awashensis: Chuột vú Awash
- Mastomys coucha: Chuột vú phương Nam
- Mastomys erythroleucus: Chuột vú Guinea
- Mastomys huberti: Chuột vú Hubert
- Mastomys kollmannspergeri: Chuột vú Verheyen
- Mastomys natalensis: Chuột vú Natal
- Mastomys pernanus: Chuột vú lùn
- Mastomys shortridgei: Chuột vú Shortridge

## Hình ảnh

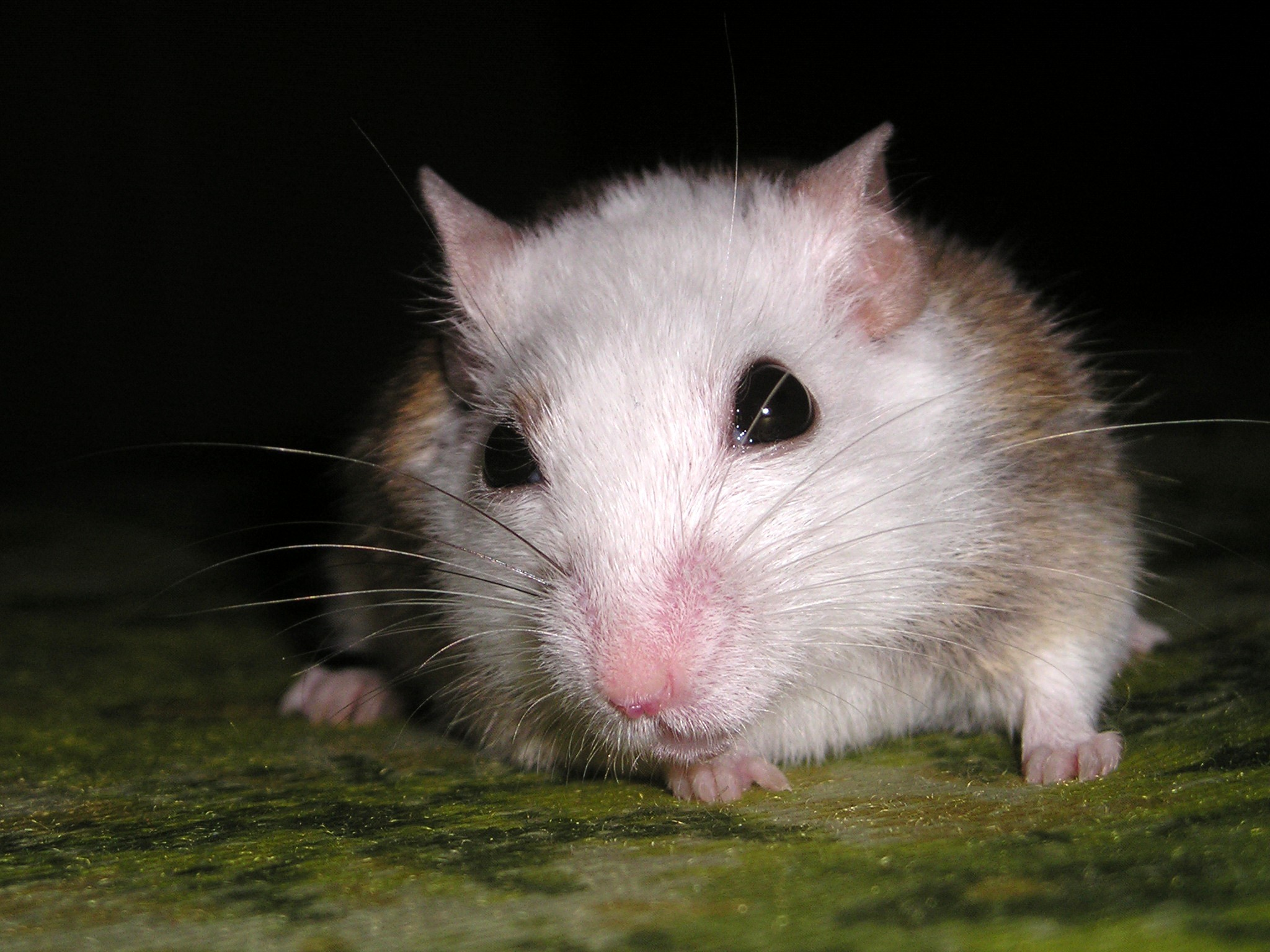